# Omaloplia graeca
Omaloplia graeca är en skalbaggsart som beskrevs av Edmund Reitter 1887. Omaloplia graeca ingår i släktet Omaloplia och familjen Melolonthidae. Inga underarter finns listade i Catalogue of Life.